# Mandats d'arrêt de la Cour pénale internationale contre Benyamin Netanyahou et Yoav Gallant
Le 21 novembre 2024, à la suite d'une enquête pour crimes de guerre et crimes contre l'humanité, la Cour pénale internationale (CPI) a émis des mandats d'arrêt contre deux hauts responsables israéliens, Benjamin Netanyahou, le Premier ministre d'Israël, et Yoav Gallant, l'ancien ministre de la Défense d'Israël du cabinet de guerre israélien, alléguant leur responsabilité dans le crime de guerre de famine comme méthode de guerre et les crimes contre l'humanité de meurtre, de persécution et d'autres actes inhumains pendant la guerre à Gaza. Le mandat d’arrêt contre Netanyahou est le premier contre le chef du gouvernement d’un allié occidental majeur.
124 États membres de la CPI (Cour pénale internationale) sont désormais tenus d’arrêter Netanyahu et Gallant s’ils entrent sur leur territoire – y compris, mais sans s’y limiter, la France et le Royaume-Uni. La CPI a également émis un mandat d'arrêt contre le commandant militaire du Hamas, Mohammed Deif, qui aurait été tué dans une frappe israélienne le 13 juillet 2024.

## Contexte

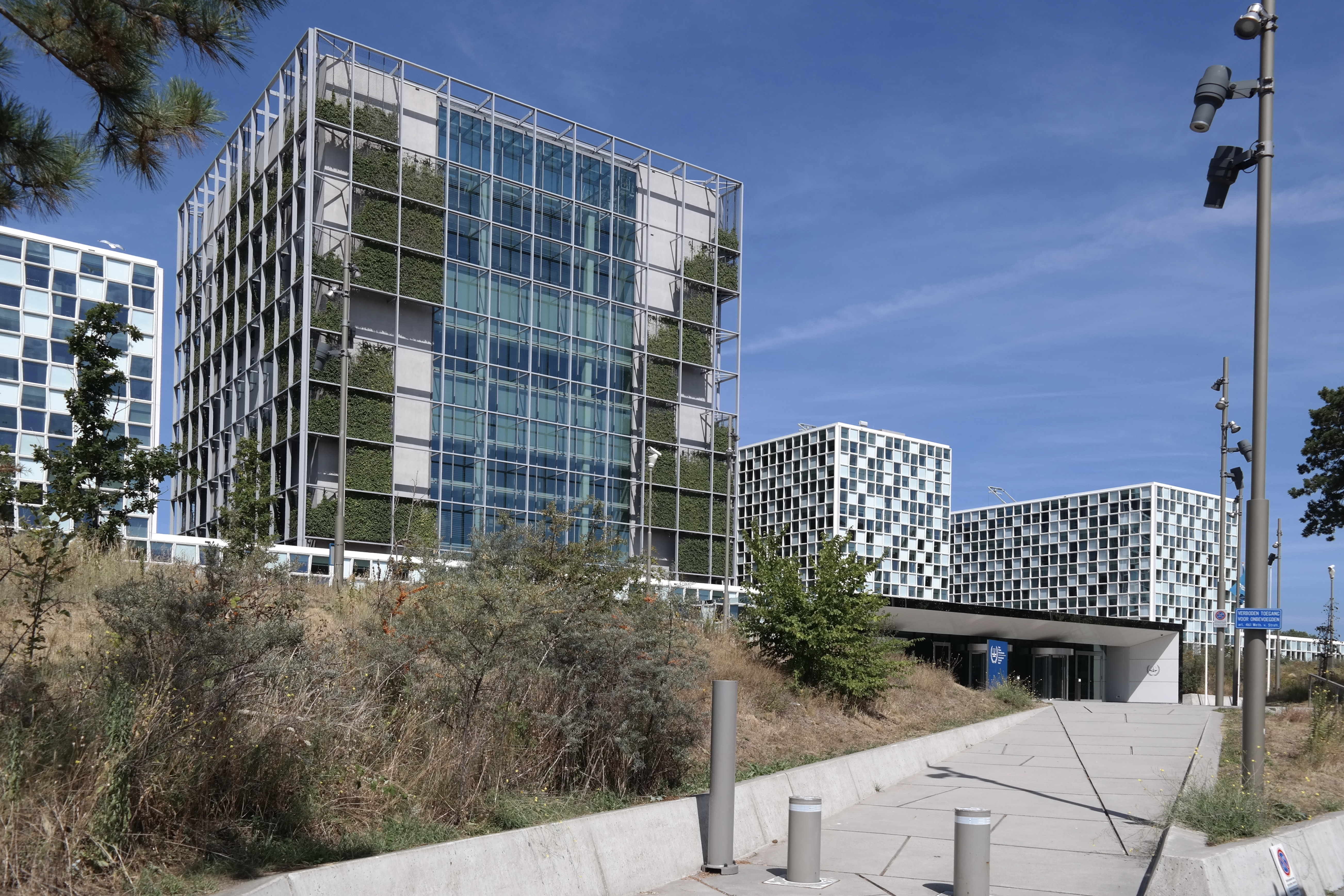
Les locaux de la Cour pénale internationale à La Haye, aux Pays-Bas.

La CPI a été créée en 2002 pour poursuivre les crimes de guerre, les crimes contre l'humanité, le génocide et le crime d'agression lorsque les États membres ne sont pas disposés ou incapables de le faire. Elle peut également poursuivre les crimes commis par les ressortissants ou sur le territoire de l'un de ses 124 États membres. Elle enquête actuellement également sur des crimes commis en Ukraine, en Ouganda et dans d'autres pays. Les territoires palestiniens sont admis comme État membre en 2015, ce qui permet l'enquête même si Israël n'en est pas membre et ne reconnaît pas sa juridiction.
Les 124 États membres de la CPI sont tenus, en vertu de leurs accords avec le statut fondateur de la Cour, d'arrêter et de remettre à la Cour toute personne faisant l'objet d'un mandat d'arrêt actif de la CPI, si celle-ci se trouve sur leur territoire. Toutefois, la Cour ne dispose d'aucun moyen pour procéder à une arrestation et ne dispose pas de force de police, et ne peut que potentiellement sanctionner un État membre non coopératif.
Le 20 décembre 2019, la procureure de la CPI, Fatou Bensouda, annonce l'ouverture d'une enquête sur les crimes de guerre qui auraient été commis en Palestine par des membres des Forces de défense israéliennes ou du Hamas et d’autres groupes armés palestiniens depuis le 13 juin 2014,. Depuis l'ouverture de l'enquête en 2019, Israël a utilisé ses agences de renseignement pour surveiller, faire pression et menacer les hauts fonctionnaires de la CPI.

### Guerre entre Israël et le Hamas
Le 12 octobre 2023, pendant la guerre à Gaza, le procureur en chef de la CPI, Karim Khan, déclare que les crimes de guerre commis par des Palestiniens sur le territoire israélien et par des Israéliens sur le territoire palestinien relèveraient de la compétence de l'enquête de la CPI sur la Palestine. Le 29 décembre 2023, l'Afrique du Sud dépose une plainte contre Israël auprès de la Cour internationale de justice, alléguant que les actes d'Israël dans cette guerre équivalaient à un génocide.
Fin avril 2024, le personnel de la CPI interroge le personnel hospitalier palestinien de la bande de Gaza sur d’éventuels crimes de guerre,.

## Mandats d'arrêt
Le 20 mai 2024, le procureur général Khan a annoncé qu'il déposerait des demandes de mandats d'arrêt contre les dirigeants du Hamas Yahya Sinwar, Mohammed Deif et Ismail Haniyeh ainsi que contre les dirigeants israéliens, le Premier ministre Benyamin Netanyahou et le ministre de la Défense Yoav Gallant,. La demande de mandat d’arrêt contre Haniyeh a été retirée après son assassinat le 31 juillet 2024, et la demande de mandat d’arrêt contre Sinwar a été retirée après son assassinat le 16 octobre 2024. Le procureur a déclaré qu'il essayait de confirmer le meurtre présumé de Deif le 13 juillet 2024, auquel cas la demande de mandat serait retirée.
Le 21 novembre 2024, les juges Nicolas Guillou (France), Reine Adélaïde Sophie Alapini-Gansou (Bénin) et Beti Hohler (Slovénie)  de la Chambre préliminaire I de la CPI ont émis des mandats d'arrêt à la demande du procureur général Khan concernant « les activités des organismes gouvernementaux israéliens et des forces armées contre la population civile en Palestine, plus particulièrement les civils à Gaza » contre Benjamin Netanyahu, Yoav Gallant et Mohammed Deif. La Cour a également rejeté la « contestation de la compétence de la Cour » formulée par Israël.
La Chambre préliminaire I a déclaré qu'elle avait des motifs raisonnables de croire que, « entre le 8 octobre 2023 au moins et le 20 mai 2024 au moins », B. Netanyahu et Y. Gallant étaient pénalement responsables « en tant que co-auteurs d'actes commis conjointement avec d'autres : le crime de guerre de famine comme méthode de guerre ; et les crimes contre l'humanité de meurtre, persécution et autres actes inhumains » et « en tant que supérieurs civils pour le crime de guerre consistant à diriger intentionnellement une attaque contre la population civile », et que M. Deif était directement responsable « des crimes contre l'humanité de meurtre, d'extermination, de torture, de viol et d'autres formes de violence sexuelle ; ainsi que des crimes de guerre de meurtre, de traitements cruels, de torture, de prise d'otages, d'atteintes à la dignité de la personne, de viol et d'autres formes de violence sexuelle ». Elle a estimé qu'il y avait des motifs raisonnables de croire que « les crimes contre l'humanité faisaient partie d'une attaque généralisée et systématique dirigée par le Hamas et d'autres groupes armés contre la population civile d'Israël ».

### Contestation des mandats d'arrêt par Israël
Le 20 septembre 2024, Israël demande à la Chambre préliminaire d'ordonner au procureur « conformément à l'article 18(1) du Statut de la Cour pénale internationale, de notifier Israël de toute enquête qu'il mène actuellement, ou entend mener, sur les événements survenus à Gaza et dans ses environs à compter du 7 octobre 2023 », ce qui autoriserait Israël, dans un délai d'un mois après la notification, à contester la validité de l'enquête en vertu du principe de complémentarité, selon lequel la CPI doit donner priorité à la juridiction nationale du moment que celle-ci ait la capacité et la volonté d'enquêter sur les mêmes crimes. Bien que l'ex-procureure générale Fatou Bensouda ait bien notifié Israël de l'ouverture de l'enquête sur le conflit israélo-palestinien en 2021, Israël plaide que la notification n'était pas suffisamment spécifique, et donc invalide, et que les « paramètres de définition » de l'enquête ont changé depuis le 7 octobre 2023, ce qui obligerait le procureur à envoyer une nouvelle notification,.
Deux jours plus tard, Israël invoque l'article 19 du Statut de Rome pour contester la juridiction de la CPI. Selon Israël, la Palestine n'est pas un état souverain et n'a pas juridiction sur les ressortissants d'Israël en vertu des accords d'Oslo, et ne peut donc pas déléguer sa juridiction à la CPI. Israël réclame donc le rejet des mandats d'arrêts,.
La Chambre préliminaire I rejette les contestations d'Israël simultanément à l'émission des mandats d'arrêt le 21 novembre 2024. Selon la Chambre, Israël a été correctement notifié de l'ouverture de l'enquête en 2021 et les attaques du 7 octobre 2023 n'ont pas créé une « nouvelle situation » susceptible d'obliger le procureur à notifier de nouveau Israël. Concernant la question de la juridiction, la Chambre juge la contestation d’Israël prématurée, concluant qu'Israël ne pouvait pas contester les mandats d'arrêt préalablement à leur émission,.
Le 24 avril 2025, la Chambre d’appel de la CPI rejette l'appel d'Israël concernant la demande de notification, jugeant à 3 voix contre 2 qu'il ne s'agit pas d'une décision susceptible d'appel. Elle conclut en revanche que la Chambre préliminaire I a commis une erreur de droit en ne motivant pas suffisamment sa décision selon laquelle Israël ne pouvait pas invoquer l'article 19-2-c pour contester la compétence de la CPI sans avoir besoin d'attendre l'émission des mandats. Elle renvoie donc la question devant la Chambre préliminaire pour être analysée de nouveau. Elle refuse cependant la demande d'Israël de suspendre les mandats d'arrêt,.
Le 16 juillet 2025, la Chambre préliminaire I rejette les demandes d'Israël d'annuler les mandats d'arrêt et d'ordonner la suspension de l'enquête le temps que la contestation de la compétence soit tranchée. Selon la Chambre préliminaire I, la décision de la Chambre d’appel ne peut être interprétée comme une atteinte à la compétence de la Cour, et la Cour ne peut donc remettre en cause sa compétence établie par ses décisions précédentes tant que le recours d'Israël n'a pas été tranché. Concernant la suspension de l'enquête, la Chambre préliminaire I juge qu'une suspension ne peut être demandée qu'en cas de contestation sur la recevabilité d'une affaire, et non pas lors d'une contestation sur la compétence de la Cour,,,,.

## Réactions

### Gouvernements
- Hamas : Le membre du bureau politique du Hamas, Basem Naim, a salué la décision de la CPI d'émettre des mandats d'arrêt contre Netanyahu et Gallant comme une "étape importante vers la justice" et a appelé la CPI à élargir son champ d'action à d'autres responsables israéliens. Le Hamas n'a pas mentionné le mandat visant Mohammed Deif[29].
- Israel: Le bureau du Premier ministre israélien a qualifié les mandats d'arrêt de la CPI contre Netanyahu d'"antisémites" et les a comparés à l'affaire Dreyfus.

Le ministre des Affaires étrangères, Israël Katz, a affirmé que la CPI avait « perdu sa légitimité ». Le président de la commission des Affaires étrangères et de la Défense de la Knesset, Yuli Edelstein, a déclaré qu'il s'agissait d'une « décision honteuse prise par un organe politique captif des intérêts islamistes ».
- État de Palestine: L'Autorité palestinienne a salué la décision de la CPI, affirmant qu'elle "redonne espoir et confiance dans le droit international et ses institutions, ainsi que dans l'importance de la justice, de la responsabilité et de la poursuite des criminels de guerre"[31].

À la suite des accusations israéliennes concernant la neutralité du juge Beti Hohler, la CPI a répondu que Hohler n’avait jamais été impliqué dans des enquêtes liées à la Palestine alors qu’il était au Bureau du Procureur. Hohler a ajouté qu'elle n'avait « accédé à aucun document, preuve ou dossier secret lié à cette affaire ».

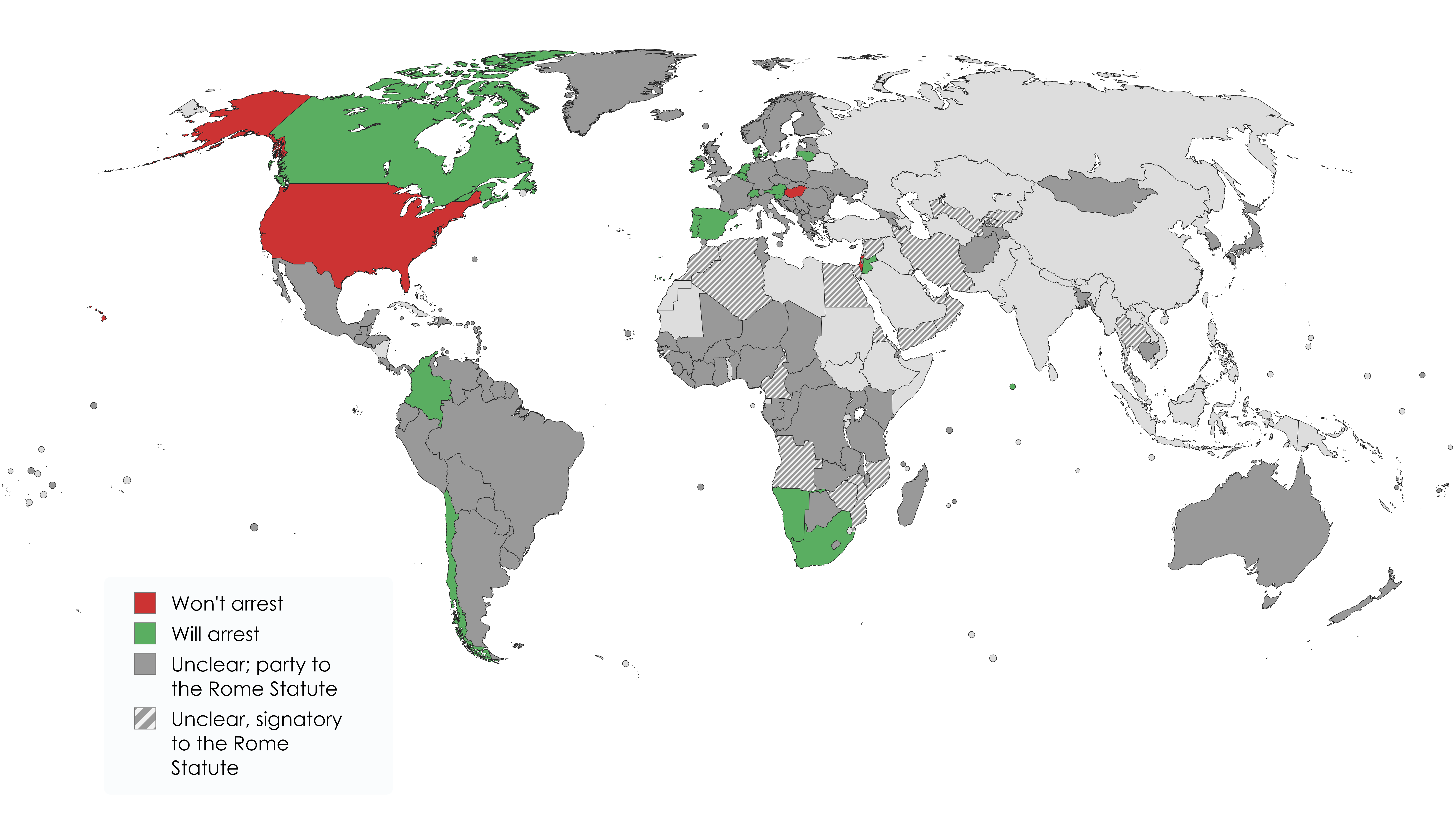
Carte mondiale des pays qui ont fait des déclarations sur le mandat d'arrêt de la CPI contre Benyamin Netanyahou.

#### Réactions internationales
- Union européenne : Le chef de la diplomatie européenne, Josep Borrell, a appelé tous les États membres de l'UE à respecter et mettre en œuvre la décision de la CPI, affirmant que cette décision n'était pas politique.
- Afrique du Sud : L'Afrique du Sud a salué la décision de la CPI et l'a qualifiée d'"étape significative vers la justice pour les crimes contre l'humanité et les crimes de guerre en Palestine"[32].
- Algérie : Le ministère des Affaires étrangères a publié une déclaration concernant les Israéliens, affirmant que "cette action, longtemps soutenue par l'Algérie à travers le président Abdelmadjid Tebboune, marque une étape significative vers la fin de décennies d'impunité."[33]
- Allemagne : Un porte-parole du gouvernement a déclaré que l'Allemagne "examinera attentivement" les mandats d'arrêt contre Netanyahu et Gallant, mais qu'aucune mesure supplémentaire ne sera prise avant une visite éventuelle de l'un des deux dans le pays. Le porte-parole a également souligné que l'Allemagne est l'un des "plus grands soutiens" de la CPI, tout en rappelant la relation étroite entre l'Allemagne et Israël[32].
- Argentine : Le président Javier Milei a déclaré que l'Argentine "exprime son profond désaccord" avec la décision de la CPI et que le mandat d'arrêt "ignore le droit légitime d'Israël à la légitime défense"[32].
- Australie : La ministre des Affaires étrangères, Penny Wong, a déclaré dans un post sur X que le gouvernement australien "respecte l'indépendance de la CPI et son rôle important dans la défense du droit international"[34].
- Autriche : Le ministre des Affaires étrangères, Alexander Schallenberg, a qualifié le mandat d'arrêt de la CPI d'"incompréhensible et ridicule". Cependant, son cabinet a également reconnu que l'Autriche, en tant que partie au Statut de Rome, est tenue de mettre en œuvre les mandats d'arrêt de la CPI[32].
- Belgique : Le ministère des Affaires étrangères a déclaré qu'il "soutient pleinement" le droit international et qu'il "se conformera" au mandat[35].
- Bolivie : La ministre des Affaires étrangères, Celinda Sosa, a déclaré que la Bolivie accueille favorablement la décision, qu'elle a décrite comme "une preuve supplémentaire accablante du génocide contre le peuple palestinien"[36].
- Bulgarie : Le ministère des Affaires étrangères, tout en exprimant son soutien à "l'indépendance, l'intégrité et l'objectivité" de la CPI, a fait valoir que les mandats d'arrêt ne font pas de distinction entre Israël et le Hamas[37].
- Canada : Le Premier ministre Justin Trudeau a déclaré que le Canada "se conformera au droit international"[32].
- Chili : Dans une déclaration, le ministère des Affaires étrangères a écrit qu'il soutient le travail de la CPI et espère que tous les États "coopéreront avec son enquête et ses décisions", tout en appelant toutes les parties au conflit à "mettre fin aux graves violations du droit humanitaire international et des droits de l'homme"[38].
- Colombie : Le président Gustavo Petro a écrit que la décision était "logique" et "doit être respectée", qualifiant Netanyahu de "génocidaire"[39]. Il a également déclaré que si le président américain Joe Biden ignore l'ordre, cela "conduirait le monde à la barbarie", et a en outre appelé les dirigeants d'Europe occidentale à respecter le mandat[40].
- Danemark : Le ministre des Affaires étrangères, Lars Løkke Rasmussen, a déclaré aux médias que le Danemark est "un fervent partisan" de la CPI et de son indépendance, et que le pays se conformera "naturellement" à ses obligations en vertu du droit international[41].
- Égypte : Le ministre des Affaires étrangères, Badr Abdelatty, a souligné la nécessité de respecter les décisions prises par les instances internationales, y compris le mandat d'arrêt de la CPI contre Netanyahu et Gallant[42].
- Espagne : Le ministère des Affaires étrangères a déclaré que l'Espagne "respecte" la décision de la CPI, confirmant que le pays "se conformera à ses engagements et obligations en ce qui concerne le Statut de Rome et le droit international"[43].
- Estonie : Le ministre des Affaires étrangères, Margus Tsahkna, a reconnu les mandats d'arrêt et les obligations de l'Estonie en tant qu'État partie à la CPI, tout en exprimant des doutes sur le fait que l'ordre contribuerait à "une paix durable au Moyen-Orient"[44].
- États-Unis : La Maison-Blanche a déclaré que les États-Unis "rejettent fondamentalement" la décision de la CPI d'émettre des mandats d'arrêt, et a ajouté que "la CPI n'a pas compétence sur cette question"[32]. Le président Joe Biden a qualifié le mandat d'arrêt de Netanyahu de "outrageux"[45].
- Finlande : La ministre des Affaires étrangères, Elina Valtonen, a déclaré que la Finlande soutient le travail de la CPI et "défend un système fondé sur les principes fondamentaux du droit international, respecte le droit international et soutient les juridictions internationales"[46].
- France : Le porte-parole du ministère des Affaires étrangères, Christophe Lemoine, a déclaré que la France agirait "conformément aux statuts de la CPI", mais a refusé de dire si Netanyahu serait arrêté s'il entrait en France, affirmant que cela est "juridiquement complexe"[32]. Le ministre des Affaires étrangères, Jean-Noël Barrot, a semblé confirmer par la suite que les individus recherchés seraient arrêtés s'ils entraient sur le sol français, argumentant que « la France appliquera toujours le droit international[47]. » Le 27 novembre, « la France fait machine arrière en laissant entendre que Benyamin Nétanyahou et Yoav Gallant pourraient bénéficier d’une immunité, malgré les mandats d’arrêt lancés à leur encontre[48] ».
- Hongrie : Le Premier ministre Viktor Orbán a déclaré qu'il ne mettrait pas en œuvre les mandats[49], Le Premier ministre Viktor Orbán a qualifié les mandats de "honteux et cyniques", accusant la décision de la CPI d'avoir été émise "à des fins politiques". Il a également invité Netanyahu à visiter la Hongrie et à défier le mandat d'arrêt. Le ministre des Affaires étrangères, Péter Szijjártó, a condamné la décision de la CPI comme étant "honteuse et absurde"[32].
- Islande : La ministre des Affaires étrangères, Þórdís Kolbrún R. Gylfadóttir, a déclaré que l'Islande respecte la décision de la CPI[50].
- Indonésie : Le ministère des Affaires étrangères a soutenu le mandat d'arrêt comme une étape importante pour parvenir à la "justice pour les crimes contre l'humanité et les crimes de guerre en Palestine", en soulignant également que les mandats "doivent être exécutés" conformément au droit international[51].
- Iran : Le général Hossein Salami du Corps des Gardiens de la Révolution islamique a déclaré : "Cela signifie la fin et la mort politique du régime sioniste, un régime qui vit aujourd'hui dans une isolation politique absolue dans le monde et dont les responsables ne peuvent plus voyager dans d'autres pays."[52] Le guide suprême, l'ayatollah Ali Khamenei, a déclaré par la suite qu'un procès pour crimes de guerre contre Netanyahu et Gallant était insuffisant et que "la peine de mort pour ces dirigeants criminels devrait être prononcée"[53].
- Irak : Le porte-parole du gouvernement, Basim al-Awadi, a exprimé son soutien aux mandats d'arrêt contre Netanyahu et Gallant, qualifiant la décision de la CPI de "courageuse et juste"[54].
- Irlande : Le Premier ministre Simon Harris a qualifié les mandats d'arrêt de "mesure extrêmement significative", tout en affirmant le respect de l'Irlande pour la CPI et en déclarant que toute personne en mesure de l'aider dans son travail doit le faire "avec urgence."[32]
- Italie : Le ministre des Affaires étrangères, Antonio Tajani, a déclaré que l'Italie soutient la CPI et qu'elle envisagera, avec ses alliés, comment interpréter la décision et agir[32]. Par ailleurs, le ministre de la Défense, Guido Crosetto, a déclaré que si Netanyahu et Gallant "devaient venir en Italie, nous devrions les arrêter"[55].
- Jordanie : Le ministre des Affaires étrangères, Ayman Safadi, a déclaré que la décision de la CPI doit être respectée et mise en œuvre et que "les Palestiniens méritent la justice"[32].
- Liban : Le ministère des Affaires étrangères a salué la décision d'émettre des mandats d'arrêt contre Netanyahu et Gallant, affirmant qu'elle "rétablit le respect de la légitimité internationale, du concept de justice et des lois internationales" et constitue "une condamnation claire des crimes commis par Israël contre des civils."[56]
- Lituanie : Le ministère des Affaires étrangères a confirmé que le mandat d'arrêt serait exécuté[57].
- Malaisie : Le premier ministre Anwar Ibrahim a déclaré que son pays félicite de la décision de la CPI, qu'il a décrite comme "une victoire pour ceux qui défendent la justice et l'humanité"[58].
- Namibie : Le ministère des Affaires étrangères a félicité de la décision d'émettre des mandats d'arrêt contre Netanyahu et Gallant, et a appelé tous les États membres de l'ONU à coopérer avec la CPI[59].
- Pays-Bas : Le ministre des Affaires étrangères Caspar Veldkamp a déclaré que les Pays-Bas "mettent en œuvre le Statut de Rome à 100 %", devenant ainsi le premier pays à dire qu'il était prêt à agir sur les mandats d'arrêt de la CPI[60].
- Norvège : Le ministre des Affaires étrangères, Espen Barth Eide, a déclaré : "Il est important que la CPI exerce son mandat de manière judicieuse. J'ai confiance que la cour mènera l'affaire en respectant les plus hauts standards d'un procès équitable."[32] Le secrétaire d'État Andreas Kravik a confirmé par la suite aux médias que, si Netanyahu ou toute autre personne visée par un mandat d'arrêt de la CPI entre en Norvège, le pays "arrêtera et extradera la personne concernée."[61]
- Paraguay : Dans un communiqué de presse, le ministère des Affaires étrangères a déclaré qu'il "regrettait" les mandats d'arrêt contre Netanyahu et Gallant, ajoutant que le gouvernement paraguayen "rejette énergiquement" ce qu'il considère comme "l'instrumentalisation politique du droit international."[62]
- Portugal : Le ministre des Affaires étrangères Paulo Rangel a assuré que le Portugal respectera ses obligations internationales "si cette question se pose" concernant l'exécution des mandats d'arrêt de la CPI contre Netanyahu et Gallant[63],[64].
- Roumanie : Le ministère des Affaires étrangères a publié un article sur X disant qu'il soutient le droit international et l'indépendance de la CPI, tout en faisant valoir qu'"il n'y a pas d'équivalence" entre Israël d'une part, et le Hamas et le Hezbollah d'autre part[65].
- Royaume-Uni: Le porte-parole du Premier ministre Keir Starmer a déclaré que le gouvernement britannique respecte l'indépendance de la Cour pénale internationale et a indiqué que Netanyahu serait arrêté s'il entrait au Royaume-Uni[66],[67],[68].
- Slovénie : Le Premier ministre Robert Golob a déclaré que la Slovénie "se conformera pleinement" aux mandats d'arrêt[69].
- Suède: La ministre des Affaires étrangères Maria Malmer Stenergard a déclaré que son pays et l'UE "soutiennent le travail important de la cour et protègent son indépendance et son intégrité", ajoutant que les autorités juridiques suédoises décideront de l'arrestation des sujets des mandats de la CPI[32].
- Suisse: L'Office fédéral de la justice a déclaré qu'il était obligé de coopérer avec la CPI conformément au Statut de Rome, et qu'il arrêterait donc Netanyahu, Gallant ou Masri s'ils entraient en Suisse[32].
- République Tchèque : Le Premier ministre Petr Fiala a qualifié l'ordre d'"inopportun" et a déclaré qu'il "sape l'autorité" de la CPI dans d'autres affaires. Le porte-parole du ministère des Affaires étrangères, Daniel Drake, a indiqué que le pays "respecte et respectera" ses obligations juridiques internationales, et que les autorités judiciaires tchèques décideront de la mise en œuvre des mandats d'arrêt[70].
- Turquie: Le ministre des Affaires étrangères Hakan Fidan a qualifié le mandat d'arrêt de la CPI d'"espoir" et d'une étape cruciale pour traduire les autorités israéliennes en justice pour leur "génocide" contre les Palestiniens, ajoutant : "Nous continuerons à travailler pour que le droit international soit mis en œuvre pour punir le génocide"[32].

Les députés du Parti travailliste au pouvoir et d'autres dirigeants de l'opposition, comme Ed Davey (Libéraux-démocrates) et Jeremy Corbyn (Indépendant), ont soutenu la décision de la CPI, tandis que certains ont également appelé à des sanctions ou à un cessez-le-feu. Le principal parti d'opposition, le Parti conservateur, a exhorté Starmer à condamner les mandats d'arrêt, les qualifiant de « préoccupants et provocateurs ».
Le sénateur de la Caroline du Sud Lindsey Graham (Républicain) a qualifié la CPI de « plaisanterie dangereuse » et a demandé des sanctions contre la CPI dans un projet de loi déjà proposé. De même, le sénateur démocrate de New-York Chuck Schumer a déclaré que le Congrès « doit adopter la législation bipartite émanant de la Chambre des représentants sanctionnant la Cour pour un tel outrage et que le président Biden doit la signer ». Le représentant Mike Waltz a ajouté que « la CPI n'a aucune crédibilité et ces allégations ont été réfutées par le gouvernement américain ». Le sénateur républicain de l'Arkansas Tom Cotton a appelé à la force militaire, conformément à la loi nationale American Service-Members' Protection Act (dite loi d’invasion de La Haye), pour utiliser « tous les moyens nécessaires et appropriés ». Le sénateur démocrate de la Pennsylvanie John Fetterman  a écrit sur les réseaux sociaux que la CPI n'a « aucune position, pertinence ou voie.» Ses collègues, le représentant démocrate de Floride Jared Moskowitz a accusé la CPI d'avoir un « double standard antisémite », la sénatrice démocrate du Nevada Jacky Rosen a appelé Biden à « utiliser son autorité pour répondre rapidement à cet excès » et le sénateur démocrate de New-York Ritchie Torres a accusé la CPI de « criminaliser la légitime défense ». D'autre part, la représentante démocrate du Michigan Rashida Tlaib a déclaré : « La décision tant attendue de la Cour pénale internationale de délivrer des mandats d'arrêt contre Netanyahu et Gallant pour crimes de guerre et crimes contre l'humanité signale que les jours où le gouvernement israélien d'apartheid agissait en toute impunité touchent à leur fin. » Le sénateur indépendant du Vermont Bernie Sanders a exprimé son soutien aux mandats d'arrêt, décrivant les accusations de la CPI comme bien fondées et avertissant que « si le monde ne respecte pas le droit international, nous sombrerons dans une barbarie encore plus grande. » Le maire de Dearborn, Abdullah Hammoud, a déclaré qu'il maintiendrait la décision de la CPI et que la police locale arrêterait Netanyahu s'il entrait dans la ville, bien que les États-Unis ne soient pas un parti membre de la CPI.

### Analyse juridique
Le professeur de droit international Eliav Lieblich de l'Université de Tel-Aviv a qualifié la décision de « développement juridique le plus spectaculaire de l'histoire d'Israël », se référant à son point de vue selon lequel les 124 États parties au Statut de Rome, y compris « la plupart des alliés les plus proches d'Israël », étaient légalement obligés d'arrêter Netanyahu et Gallant s'ils se trouvaient sur leur territoire. Les professeurs de droit international Matthias Goldmann et Kai Ambos ont déclaré au Tagesspiegel que l'Allemagne était légalement obligée d'exécuter les mandats d'arrêt.

## Possibles violations des mandats d'arrêt

### Possible visite en Pologne en janvier 2025
En décembre 2024, la possibilité pour Netanyahou de se rendre en Pologne, partie au Statut de Rome, le 27 janvier 2025, jour du 80e anniversaire de la libération du camp de concentration d'Auschwitz, est évoquée par les responsables politiques polonais. Le 5 décembre 2024, Andrzej Szejna, vice-ministre des Affaires étrangères, déclare lors d'une séance de la commission des Affaires étrangères de la Diète que la Pologne était tenue de coopérer avec la CPI. Il affirme que les chefs d'État ne bénéficiaient d'aucune immunité dans le contexte de la CPI. Le 9 janvier 2025, le président polonais Andrzej Duda demande au gouvernement dirigé par Donald Tusk de protéger Netanyahou contre toute arrestation s'il décidait d'assister aux commémorations de l'anniversaire.  Le même jour, le gouvernement publie une résolution déclarant qu'il « garantirait la participation libre et sûre à la cérémonie aux plus hauts représentants d'Israël » (en polonais : zapewni wolny i bezpieczny dostęp i udział w tych obchodach najwyższym przedstawicielom Państwa Izrael). OKO.press note que la résolution du gouvernement ne nomme pas explicitement Netanyahou. Le Premier ministre Donald Tusk fait part de son interprétation de la résolution aux médias, selon laquelle tout représentant israélien qui effectuerait la visite, qu'il s'agisse du « Premier ministre » ou d'un autre dirigeant, ne serait pas détenu.
En réaction, un porte-parole de la CPI répond en affirmant que l'exécution des décisions de la CPI est obligatoire pour les États parties à la fois envers la CPI et envers les autres États parties. Le porte-parole déclare que les États préoccupés par leurs obligations peuvent consulter la CPI, mais ne sont pas autorisés à déterminer unilatéralement la validité des décisions juridiques de la CPI.  Les juristes Karolina Wierczyńska, Piotr Hofmański et Omer Bartov déclarent que Netanyahou doit être arrêté s'il se rend en Pologne. Le député Tomasz Trela affirme que Netanyahu devrait être arrêté « instantanément » au moment où il franchirait la frontière polonaise.  Selon la loi polonaise, le Statut de Rome est une obligation conventionnelle internationale avec une priorité juridique sur celle d'une résolution du Cabinet.  La procédure pour un fugitif de la CPI est définie au chapitre 66e de la loi polonaise de procédure pénale associée au Code pénal polonais. Selon la juriste Hanna Kuczyńska, si un fugitif de la CPI arrivait en Pologne à l'aéroport de Cracovie-Jean-Paul II, le ministre de la Justice devrait alors demander à un procureur d'ordonner que la personne soit arrêtée par la police et conduite devant le tribunal de district de Cracovie, qui déciderait de son transfert à La Haye. Le tribunal de district serait cependant fortement lié par le Statut de Rome.
L'International Centre of Justice for Palestinians adresse plusieurs lettres aux autorités polonaises, déclarant qu'il engagerait « des poursuites judiciaires immédiates et robustes devant les tribunaux polonais » si les obligations juridiques polonaises découlant du Statut de Rome n'étaient pas respectées. Il estime que « toute tentative de l'exécutif de préempter ou d'entraver les procédures judiciaires constituerait une grave violation de l'État de droit polonais ».

### Visite en Hongrie en avril 2025
Le Premier ministre hongrois Viktor Orbán invite Netanyahou en Hongrie peu après l'émission du mandat, déclarant que celui-ci n'aura « aucun effet » en Hongrie. En réaction, Amnesty International déclare que les autorités hongroises seraient obligées d'arrêter Netanyahou et de le livrer à la CPI s'il effectuait cette visite. La Fondation Hind Rajab (HRF) déclare qu'elle demandera des injonctions pour empêcher Netanyahou de survoler l'espace aérien des États européens parties au Statut de Rome et qu'elle se coordonne avec des équipes juridiques pour lancer des procédures d'arrestation au cas où Netanyahou atterrirait ou passerait par ces États. La HRF déclare qu'elle demanderait au procureur général de Hongrie de lancer des procédures d'arrestation contre Netanyahou conformément aux procédures du droit pénal hongrois qui obligent les autorités hongroises à arrêter les fugitifs de la CPI et à les remettre à CPI.
Netanyahou arrive en Hongrie le 3 avril 2025. Lors de la visite, Orbán annonce que la Hongrie se retire de la CPI. Cependant, en vertu du Statut de Rome, la Hongrie doit d'abord en informer officiellement le Secrétaire général de l'ONU et ce retrait ne deviendrait effectif qu'un an plus tard. L'annonce d'Orbán n'a donc aucun effet sur l'obligation légale de la Hongrie d'arrêter Netanyahou.
Le même jour, l'International Centre of Justice for Palestinians dépose une plainte officielle auprès du ministre hongrois de la Justice, déclarant que les autorités hongroises sont obligées d'arrêter Netanyahou conformément aux obligations de la Hongrie en tant qu'État partie au Statut de Rome, en vertu de l'article 86 du Statut exigeant qu'elle coopère avec la CPI.